# Ambortius Lindvig

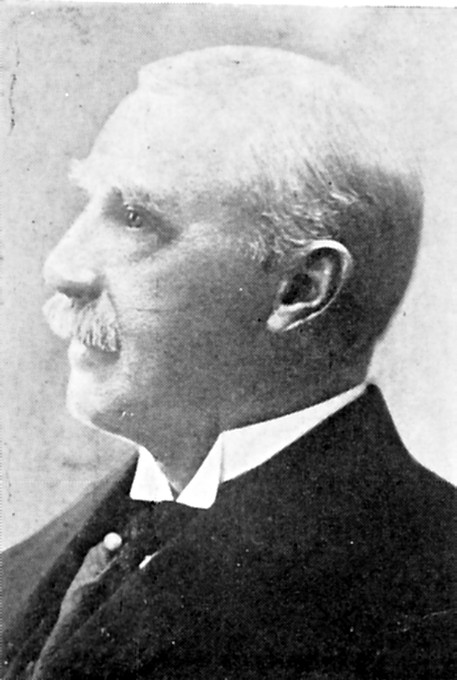
Ambortius Lindvig

Ambortius Olsen Lindvig, född 30 september 1855 i Kragerø, död 9 maj 1946 i Oslo, var en norsk skeppsredare och politiker.
Lindvig var först till sjöss i 14 år (till 1885) och förde de nio senare åren eget fartyg. Sedan drev han rederi-, affärs- och bankverksamhet samt representerade i Stortinget 1895–1900, 1906–09 och 1910–12 sin födelsestad. Han tillhörde först Venstre, senare Frisinnede Venstre, och var 1912–13 handelsminister i Jens Bratlies ministär. Han var 1915–18 president i Norges rederforbund.